# Kuća Fazanić u Hvaru
Kuća Fazanić nalazi se u gradu Hvaru, na adresi Trg sv. Stjepana 27a. To je gotička jednokatnica sagrađena u 15. stoljeću, s preinakama iz 18. stoljeća. Smještena je na Pjaci uz katedralu. Perivoj sa središnjom šetnicom u začelju kućr uređen je tijekom 18. stoljeća. Kuća je zanimljiva zbog simetrične kompozicije glavnog pročelja, rijetkog primjera u gotičkom razdoblju.

## Zaštita
Pod oznakom Z-5143 zavedena je kao nepokretno kulturno dobro - pojedinačno, pravna statusa zaštićena kulturnog dobra, klasificirano kao "stambene građevine".